# Pulper

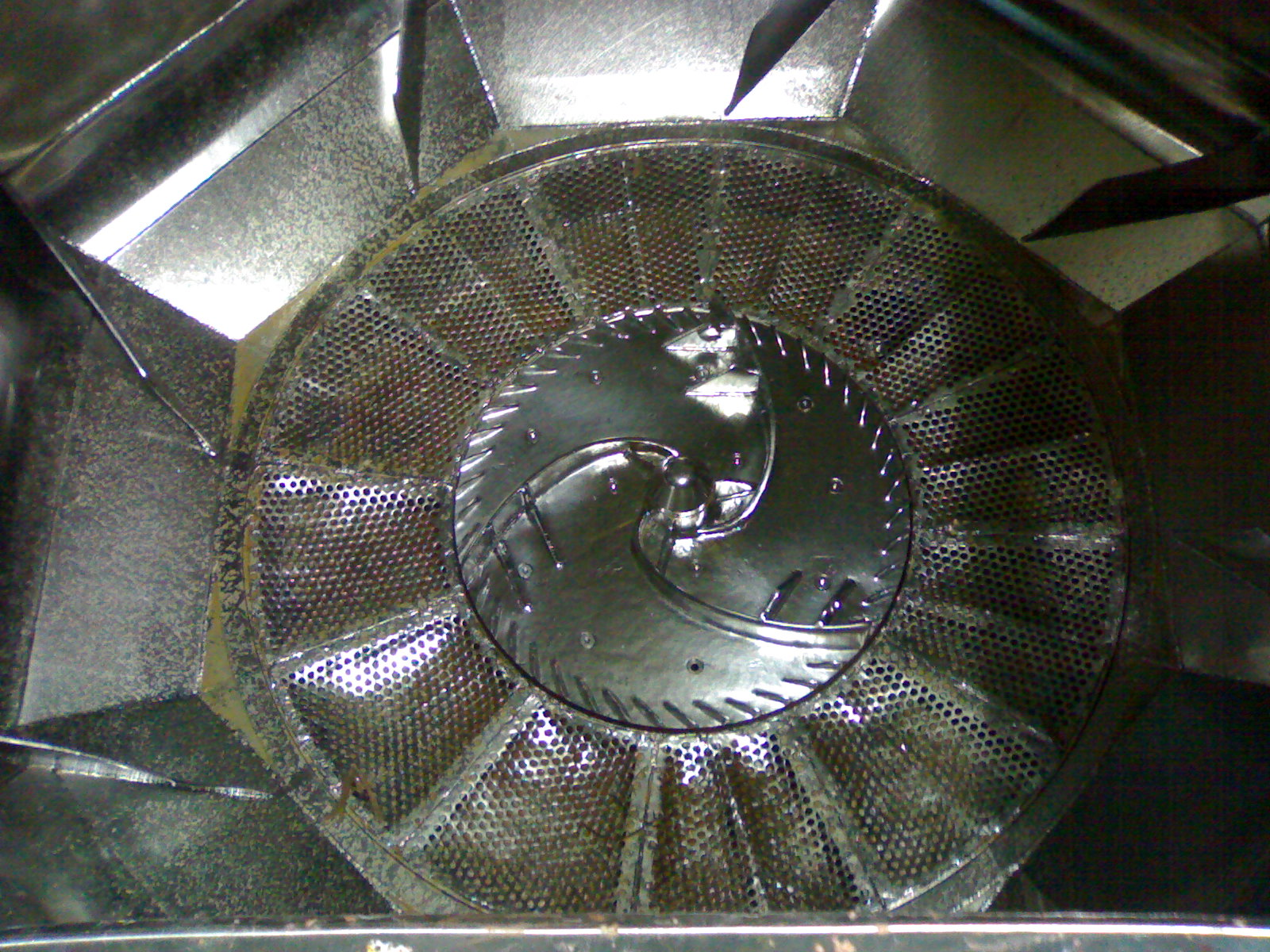
Ein Pulper

Unter einem Pulper versteht man einen großen Rührbottich, der in der Papier-, Karton- oder Pappenindustrie genutzt wird, um Altpapier oder Zellstoff aufzulösen. Historische Vorläufer des Pulpers waren der Kollergang und der Holländer.

## Funktionsweise
Ein Pulper funktioniert wie ein übergroßer Mixer, der unter dem Treiber ein Siebblech hat worüber der Stoff abgepumpt wird. Die Rotorwelle ist meist vertikal eingebaut, sie kann aber auch horizontal eingebaut sein. Das Volumen der Pulper liegt zwischen 12 und 100 m³.
Der Pulper wird zunächst mit Wasser gefüllt, anschließend wird das Altpapier oder der Zellstoff eingetragen und dort aufgelöst. Danach wird die Faserstoffsuspension abgepumpt und weiterverarbeitet. Die Stoffdichte bei normalen Pulpern beträgt etwa 3 bis 6 %. Jedoch kann man Zellstoff auch mit Hochkonsistenzpulpern auflösen. Die erreichbare Stoffdichte liegt hier bei 12 bis 18 %. Vorteile sind, dass sich das Gemisch besser auflöst und man somit Energie und Platz sparen kann. Dies liegt daran, dass aufgrund des fehlenden Wassers die Scherkräfte zwischen den Fasern wesentlich höher sind. Zum Abpumpen muss das Gemisch aber auf ca. 5 % verdünnt werden.
Man unterscheidet zwei Verfahrensarten:
- Beim diskontinuierlichen Verfahren wird der Pulper befüllt und nach der Auflösezeit abgepumpt.
- Beim kontinuierlichen Verfahren wird der Pulper ununterbrochen mit Altpapier bzw. Zellstoff und Wasser befüllt und abgepumpt.

## Reinigung von Störstoffen
Bei der Verarbeitung von Altpapier werden regelmäßig auch Störstoffe in den Pulper eingetragen. Drähte und Plastikteile verheddern sich nach und nach miteinander und müssen nach einigen Stunden mit dem Kran entfernt werden. Dieses Gestrüpp trägt den Namen Bär. Um dies zu verhindern, kann auch der sogenannte Zopf zum Einsatz kommen. Man lässt über eine Tragrolle, die mit einem Gegengewicht versehen ist, ein langes Seil in die Mischung herab, so dass sich an ihm Drähte und Plastikteile verfangen. Der Zopf wird dann alle paar Minuten ein Stück herausgezogen, während er sich unten immer wieder nachbildet. Wenn er reißt, muss er, wie der Bär, mit dem Kran entfernt werden. Gegenstände, die sich nicht verfangen, werden mittels anderer Sortieraggregate, die den sortierten Stoff wieder in den Pulper leiten, aussortiert. Störstoffe, die durch das Siebblech gehen, werden in feineren Sortierungen entfernt.

## Quelle
- Paperway.de: Altpapieraufbereitung